# Vanishing Point (musikalbum)
Vanishing Point är ett musikalbum av Primal Scream som lanserades i juli 1997 på Creation Records (Sire Records i Nordamerika). Titeln är tagen från 1970-talsfilmen Vanishing Point (Jakten mot nollpunkten) och skivans största singelhit "Kowalski" namngavs efter huvudpersonen i filmen. På spåret "Star", som även den släpptes som singel, medverkar dublegenden Augustus Pablo på melodika. Gary "Mani" Mounfield, tidigare basist i The Stone Roses var ny medlem från den här skivan.

## Låtlista
Låtarna skrivna av Bobby Gillespie, Andrew Innes, Robert Young och Martin Duffy där inget annat anges.
1. "Burning Wheel"  – 7:06
2. "Get Duffy"  – 4:09
3. "Kowalski"  – 5:50 (Gillespie/Innes/Young/Duffy/Mounfield)
4. "Star"  – 4:24
5. "If They Move, Kill 'Em"  – 3:01
6. "Out of the Void"  – 3:59
7. "Stuka"  – 5:36
8. "Medication"  – 3:52
9. "Motörhead"  – 3:38 (Lemmy)
10. "Trainspotting"  – 8:07
11. "Long Life" – 3:49

## Listplaceringar
- Billboard Heatseekers, USA: #34[1]
- UK Albums Chart, Storbritannien: #2[2]
- Topplistan, Sverige: #3[3]